# El diario de una señorita decente
El diario de una señorita decente es una telenovela mexicana producida por Ernesto Alonso para Telesistema Mexicano en 1969. Original de Luz María Servin, adaptación de Fernanda Villeli. Protagonizada por Carmen Montejo y Manuel Garay, con Yolanda Ciani como la villana de la historia.

## Sinopsis
Elena sufre trastornos al ser engañada y abandonada por su prometido y para colmo le arrebatan a su hija. Sin embargo su familia lejos de apoyarla la quieren volver loca para despojarla de la fortuna.. pero Román un atractivo caballero llega a la mansión cambiando la vida de Elena por completo.

## Elenco
- Carmen Montejo - Elena
- Manuel Garay - Román
- Eva Calvo - Virginia
- Socorro Avelar - Micaela
- Lorena Velázquez - Clotilde
- Jorge Vargas - Julio
- Yolanda Ciani - Beatriz
- César del Campo - Antonio
- Silvia Pasquel - Marie
- Tara Parra - Carla
- Oscar Morelli - Juan Manuel